# Королёв, Вадик
Вадик Королев (настоящее имя — Вадим Игоревич Королёв; род. 12 октября 1984 года, Пермь) — российский музыкант, поэт, лидер, вокалист и автор песен музыкального коллектива OQJAV, актёр кино.

## Биография
Родился 12 октября 1984 года в Перми, в семье Елены и Игоря Королёвых. Учился в 22-й школе города Перми с углублённым изучением французского языка. В 5-м классе, вдохновившись творчеством Майкла Джексона, начал учиться играть на гитаре, выступать на школьных, а затем и студенческих фестивалях. В 19 лет поступил в музыкальную школу, хотя к тому моменту не знал нот.
После школы поступил на юридический факультет Пермского университета. Во время учёбы в университете по программе обмена посещал США. В Перми во время учёбы подрабатывал на складе книжного магазина. После окончания университета работал в прокуратуре.
В 2004 году Вадим основал музыкальную инди-рок группу «Пилар», которая быстро стала популярной в Перми. В 2007 году вместе с участниками коллектива переехал в Москву. Во времена популярности «Пилар» пресса писала о романе Королева и Кати Гордон.
В 2012 году распустил группу «Пилар» и создал новый инди-коллектив OQJAV. 
Королёв настаивает, чтобы в титрах и на афишах он был указан как «Вадик», поскольку ассоциирует себя именно с этим именем. Был женат на Екатерине Павловой, солистке группы «Обе две» и участнице коллектива OQJAV, но в 2017 году пара разошлась.

## Творчество
Принимал участие в записи всех четырёх альбомов группы OQJAV как автор текстов, автор музыки и вокалист. Премьера четвёртого студийного альбома «Кромешна» состоялась в конце ноября 2020 года, для широкой аудитории он был анонсирован в эфире шоу «Вечерний Ургант», также положительную оценку альбому дал Михаил Козырев в эфире «Дождя». 
Помимо студийных альбомов, группа написала музыку для спектаклей «Рас — стаемся» Мобильного художественного театра (МХТ), где Вадим вместе с Анной Чиповской озвучивает стихотворения Марины Цветаевой, а также музыку для спектакля «Восемь женщин» Тюменского БДТ.
Написал и выпустил книгу стихов «Камыш» и прозаический сборник «Снеговик». Совместно с Евгенией Поповой выступает в дуэте «Королёв-Попова», где читает свои стихи.

## Карьера в кино
Королев не имеет актерского образования, однако дебютировал в кино, сыграв главную роль в картине «Город уснул». В 2019 году также сыграл главную роль в фильме «Человек из Подольска». Обе эти картины попали в основную программу «Кинотавра–2020», и Королев получил приз имени Микаэла Таривердиева за лучшую музыку к картине «Человек из Подольска». Критик Алексей Абанин отметил, что в отличие от большинства кинодебютов, которые соответствуют поговорке «первый блин комом», Королев в своей первой роли держится очень уверенно и органично. «К его игре не возникает ровно ни одного вопроса на протяжении всего фильма» — отмечает критик. Другие критики также отмечают, что Королев не потерялся на фоне более именитого актерского состава картины. Егор Москвитин называет работу Королева в «Человеке из Подольска» — актерское открытие 2020 года. Хотя ранее на «Кинотавре» продюсер Наталья Мокрицкая признавалась, что Королев полностью завалил пробы.

## Фильмография
| Год  |   | Название             | Роль             |
| ---- | - | -------------------- | ---------------- |
| 2017 | ф | Город уснул          | Виктор           |
| 2021 | ф | Человек из Подольска | Николай Фролов   |
| 2021 | с | Содержанки (3 сезон) | Музыкант (камео) |
| 2023 | ф | Фрау                 | Ваня             |